# Фенілдихлороарсин
Фені́лдихло́роарси́н — арсенорганічна сполука складу C6H5AsCl2. Має токсичну дію на шкіру та органи дихання. У період Першої світової війни застосовувався у поєднанні з отруйними речовинами  шкірно-наривної дії та подразнювальної дії. У контексті військового застосування має позначення PD.

## Історія
Фнілдихлороарсин був синтезований у 1878 році В. Ла Костом та А. Міхаелісом.
Завдяки своїм токсичним властивостям вже у вересні 1917 року він був застосований на полі бою силами Німеччини. В хімічному арсеналі Німеччини він відігравав роль розчинника для дифенілхлороарсину та дифенілціаноарсину і був класифікований як компонент сумішей типу «синій хрест», а з боку сил Франції його суміш з дифенілхлороарсином мала назву «стерніт».
У часи Другої світової фенілдихлороарсин входив до складу німецьких та італійських бойових іпритних сумішей, що використовувалися у зимовий період (нім. Winterlost).

## Фізичні властивості
Фенілдихлороарсин є найстійкішим представником у ряді алкіларсинових отруйних речовин. Він нерозчинний у воді, проте добре розчиняється в органічних розчинниках.
Леткість фенілдихлороарсину становить 390 мг/м³ за 25 °C.

## Отримання
Історично першим способом синтезу фенілдихлороарсину була реакція між бензеном та трихлоридом арсену, які пропускалися крізь розігріту трубку:
{\displaystyle \mathrm {C_{6}H_{6}+AsCl_{3}\longrightarrow C_{6}H_{5}AsCl_{2}+HCl} }
Отриманий у такий спосіб продукт мав значну кількість домішкового дифенілу і з деякими труднощами міг бути очищений перегонкою або перекристалізацією. Пізніше відкривачі цієї сполуки, Ла Кост і Міхаеліс, запропонували ефективніший метод — нагрівання дифенілртуті до 250 °C із надлишком трихлориду арсену:
{\displaystyle \mathrm {(C_{6}H_{5})_{2}Hg+2AsCl_{3}\ {\xrightarrow {250^{o}C}}\ 2C_{6}H_{5}AsCl_{2}+HgCl_{2}} }
Іншим методом, розробленим у 1914 році, є нагрівання у закритій ємності протягом 30 годин і за температури 250 °C суміші трифеніларсину і трихлориду арсену:
{\displaystyle \mathrm {(C_{6}H_{5})_{3}As+2AsCl_{3}\ {\xrightarrow {250^{o}C}}\ 3C_{6}H_{5}AsCl_{2}} }

## Хімічні властивості

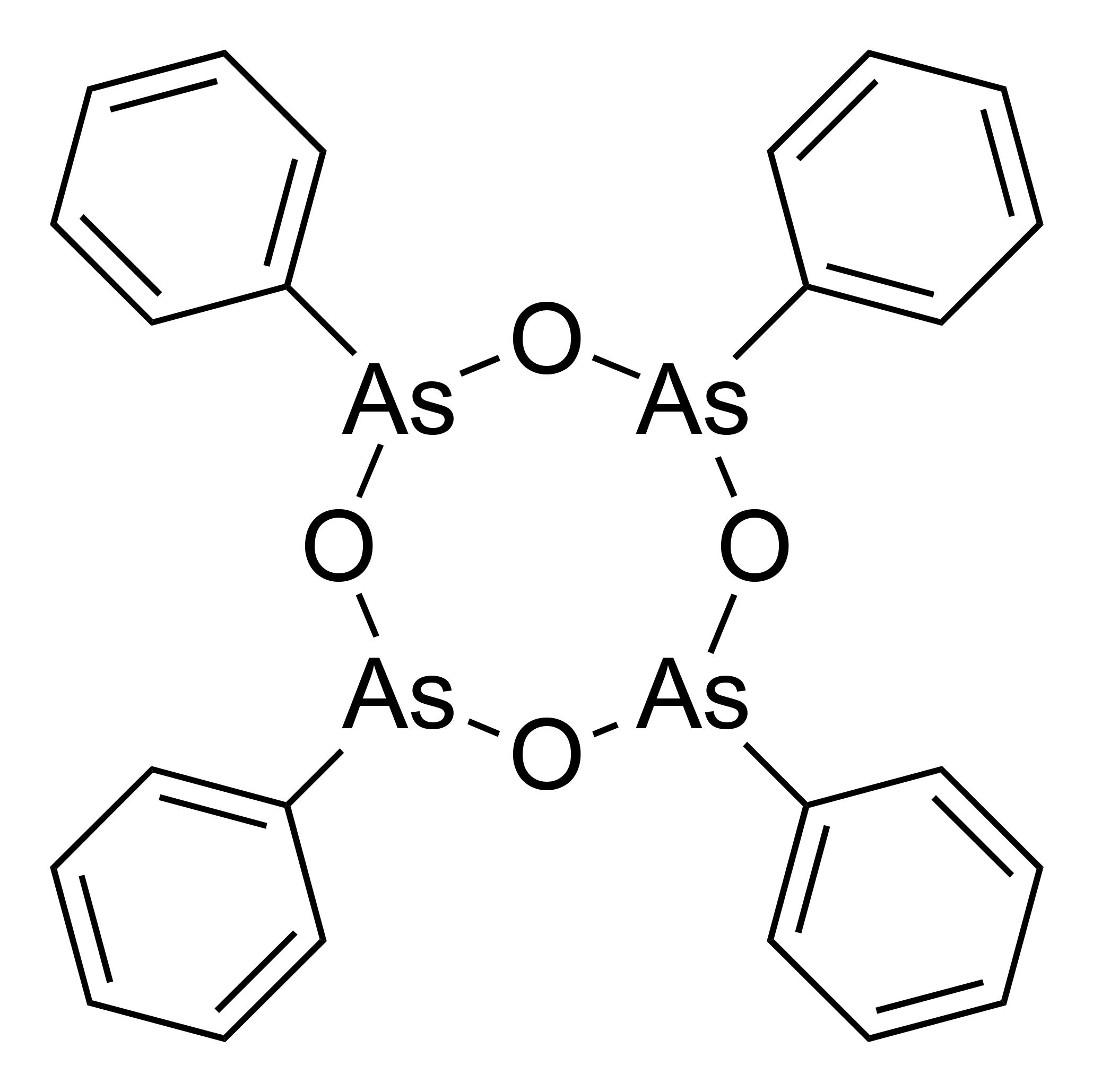
Будова феніларсиноксиду

Аналогічно до інших алкільних похідних арсину, фенілдихлороарсин легко гідролізується, утворюючи феніларсиноксид. Ця сполука кристалізується у формі тетрамеру.
{\displaystyle \mathrm {C_{6}H_{5}AsCl_{2}+H_{2}O\longrightarrow C_{6}H_{5}AsO+2HCl} }
При дії лугів він так само розкладається до феніларсиноксиду, однак у присутності надлишкової кількості лугів з нього утворюються солі феніларсенітної кислоти:
{\displaystyle \mathrm {C_{6}H_{5}AsCl_{2}+2NaOH\longrightarrow C_{6}H_{5}As(ONa)_{2}+H_{2}O} }
Фенілдихлороарсин здатен хлоруватися до фенілтетрахлороарсину, котрий є нестійким і розкладається до феніларсенатної кислоти у присутності вологи:
{\displaystyle \mathrm {C_{6}H_{5}AsCl_{2}+Cl_{2}\longrightarrow C_{6}H_{5}AsCl_{4}} }
{\displaystyle \mathrm {C_{6}H_{5}AsCl_{4}+3H_{2}O\longrightarrow (C_{6}H_{5})H_{2}AsO_{3}+4HCl} }
У бензеновому розчині фенілдихлороарсин взаємодіє з аміаком, утворюючи імін:
{\displaystyle \mathrm {C_{6}H_{5}AsCl_{2}+3NH_{3}\longrightarrow C_{6}H_{5}As{=}NH+2NH_{4}Cl} }
У спортовому розчині із сірководнем утворюється сульфід. Ця реакція є дуже чутливою і дозволяє визначати фенілдихлороарсин у концентрації 0,05 г/л.
{\displaystyle \mathrm {C_{6}H_{5}AsCl_{2}+H_{2}S\longrightarrow C_{6}H_{5}AsS+2HCl} }
При взаємодії з ацилхлоридами у розчині сірковуглецю та у присутності хлориду алюмінію утворюються відповідні кетони та хлорид арсену:
{\displaystyle \mathrm {C_{6}H_{5}AsCl_{2}+CH_{3}COCl\longrightarrow CH_{3}C(O)C_{6}H_{5}+AsCl_{3}} }

## Токсичність
Фенілдихлороарсин виявляє дію отруйної речовини шкірно-наривної дії, а також має властивості стерніту, подразнюючи дихальні шляхи і спричинюючи блювоту. Подразнення при вдиханні отруєного повітря спричинює дія речовини концентрацією 16 мг-хв/м³, а напівлетальна концентрація знаходиться на рівні 2,600 мг-хв/м³.
Ураження очей при його присутності у повітрі відбувається миттєво, а результат впливу на шкіру проявляється із затримкою у 30—60 хвилин. При цьому його ефект на органи зору на 30 % слабший за ефект від іприту, а на шкіру — на 10 %.